# Ypthima kangeana
Ypthima kangeana är en fjärilsart som beskrevs av Kalis 1933. Ypthima kangeana ingår i släktet Ypthima och familjen praktfjärilar. Inga underarter finns listade i Catalogue of Life.